# Hugo Dahlstedt
Gustav Adolf Hugo Dahlstedt, né le 8 février 1856 à Linköping et mort le 2 octobre 1934 à Lidingö, est un botaniste suédois qui a longtemps travaillé au Bergianska trädgården à Stockholm et a été l'auteur de nombreuses publications. Il s'est notamment consacré à l'étude des genres Taraxacum et Hieracium.

## Carrière
Hugo Dahlstedt obtient son titre de docteur honoris causa en botanique de l'université d'Uppsala en 1907. Il travaille au muséum suédois d'histoire naturelle de 1890 à 1915, et au jardin botanique de Bergius de 1890 à 1905, puis il devient assistant-directeur du jardin botanique de Bergius de 1915 à 1925.

## Quelques publications
- 2012. Studien über süd-und central-americkanische: Peperomien mit besonderer Berücksichtigung der brasilianischen Sippen... Ed. réimpression de BiblioBazaar, 284 pp.  (ISBN 1276520077)

- 1921. De svenska Arterna av släktet Taraxacum: Erythrosperma. Obliqua. 82 pp.

- 1901. Botany of the Faröes, based upon Danish investigations, vol. 1, en collaboration avec Eugenius Warming, Carl Emil Hansen Ostenfeld, Christian Jensen, Emil Rostrup, Fredrik Börgesen, Ernst Vilhelm Østrup, Jacob Severin Deichmann Branth, Hugo Dahlstedt, Gazet Patursson, Peter Berendt Feilberg, Helgi Jonsson, éd. Nordiske forlag, 561 pp.

- 1893. Adnotationes de Hieraciis scandinavicis, Anteckningar till kännedomen om skandinaviens Hieracium-flora. I. Af Hugo Dahlstedt, éd. I. Marcus, 146 pp.

## Hommages
Genre
- (Faboideae) Dahlstedtia Malme[1]

Espèces
- (Asteraceae) Taraxacum dahlstedtii H.Lindb.[2]

- (Piperaceae) Peperomia dahlstedtii C.DC.[3]

## Source
- (sv) Cet article est partiellement ou en totalité issu de l’article de Wikipédia en suédois intitulé « Hugo Dahlstedt » (voir la liste des auteurs).

Dahlst. est l’abréviation botanique standard de Hugo Dahlstedt.
Consulter la liste des abréviations d'auteur en botanique ou la liste des plantes assignées à cet auteur par l'IPNI, la liste des champignons assignés par MycoBank, la liste des algues assignées par l'AlgaeBase et la liste des fossiles assignés à cet auteur par l'IFPNI.